# УПА-Схід
УПА-Схід  — структурна одиниця УПА.
Основу для повстанських відділів УПА-Схід повинні були скласти військовики — члени Середньої та Північної Похідних груп ОУН. Та члени обох цих груп лише в невеликій кількості дійшли до місця свого призначення, впавши вже в перших місцях жертвою масових арештів і розстрілів, що їх проводило гестапо.
Крім цього, цей терен був весь час надто близько до фронту. Тому УПА-Схід так і не встигла набрати таких остаточних форм, як три інші групи. Окремого командування для УПА-Схід не створено. На цьому терені діяли лише поодинокі повстанські частини.
Влітку 1943 р. вирушив з Пустомитських лісів в рейд на північно-східні землі з частиною свого загону командир Еней (УПА-Північ, ВО "Заграва"). Він пішов через Коростень до Малинівських лісів і затримався тут аж до пізньої осені, коли за наказом Командування УПА-Північ повинен був повернутися на Волинь.
Деякі відділи з загону Енея перейшли Дніпро й осіли у Чернігівських лісах. Після повернення Енея, на просторі Коростень-Чернігів залишились частини куреня Верещаки та Євгена.
Весною 1944 р. курінь Дороша з загону Енея вирушає на схід, перейшовши в північній Житомирщині фронт. Але, у звідомленнях командирів загону Енея з рейду літом 1943 р. говориться про те, що на теренах північної Київщини та на Чернігівщині вони зустрілись з діючими вже там місцевими відділами українських повстанців.

## Командири УПА-Схід
- Олійник Петро: командиром УПА-Схід мав стати Еней, проте цей задум так і не був реалізований.